# Małgorzata Szpringerowa
Małgorzata Szpringerowa (ur. 10 lutego 1887 w Białobrzegach, zm. 18 października 1972 w Warszawie) – działaczka społeczna i ludowa, organizatorka strajków chłopskich na Zamojszczyźnie (1905–1907), posłanka na Sejm III kadencji (1930–1935).

## Życiorys
Urodziła się w rodzinie chłopskiej. Szkołę średnią skończyła w Lublinie. Od 1903, jeszcze jako uczennica szkoły średniej, angażowała się w działalność społeczno-polityczną i organizowała w Lublinie konspiracyjne kółka młodzieżowe. Od 1904 była członkinią Polskiej Partii Socjalistycznej. W latach 1905–1907, w czasie rewolucji, organizowała wiece i strajki chłopskie na Zamojszczyźnie. W 1906 dwukrotnie aresztowano ją i skazano na zesłanie, które ostatecznie zamieniono na nadzór policyjny. Należała do Towarzystwa  Szerzenia Oświaty „Światło” w Lublinie. W 1912 współorganizowała oddział stowarzyszenia w Krasnymstawie. Wyszła za mąż za miejscowego lekarza, z którym (jako lekarzem wojskowym) w latach 1915–1919 przebywała w Rosji na bieżeństwie.
Od 1919 była członkinią PSL „Wyzwolenie”, w tym członkinią zarządu powiatowego w Krasnymstawie. Od 1935 działała w Stronnictwie Chłopskim. Była członkinią zarządu powiatowego partii w Krasnymstawie. W 1925 została delegatką do Rady Szkolnej Powiatowej w Krasnymstawie.
W kołach Centralnego Związku Młodzieży Wiejskiej działała na polu oświatowym. W 1921 została sekretarką i członkinią zarządu okręgowego ZMW w Krasnymstawie. Włączyła się w tworzenie wiejskich kół Stronnictwa Ludowego. Często współorganizowała wiece, udostępniała też swój dom na spotkania partyjne.
W 1928 bezskutecznie kandydowała do Sejmu z ramienia SCh. W 1930 jako jedyna przedstawicielka SCh uzyskała mandat posłanki. Startowała z listy państwowej nr 7 Centrolewu. W działalności poselskiej podejmowała sprawy kobiet. Na wiecach agitowała kobiety wiejskie, by angażowały się w pracę obywatelską, działalność społeczną i polityczną. Była pierwszą osobą w sejmie, którą, wedle sprawozdań sejmowych, upomniał Marszałek Sejmu. Upomnienie dotyczyło zachowania podczas rozpatrywania wniosku posłów SL w sprawie krwawej policyjnej masakry chłopów w Lubli, Łapanowie i Jadowie oraz katowania aresztowanych. Pracowała w Klubie SCh. Była przeciwniczką zjednoczenia ruchu ludowego. Kiedy się to stało, została członkinią zjednoczonego Klubu Parlamentarnego Posłów i Senatorów Chłopskich. Wystąpiła z niego w 1935. W latach 1933–1935 była członkinią Rady Naczelnej Stronnictwa Ludowego. Pracowała w ZMW RP „Wici”. W lutym 1939 została wiceprzewodniczącą Zarządu Powiatowego SL w Zamościu.
W Lublinie współtworzyła Poradnię Świadomego Macierzyństwa. Była organizatorką spotkania z Justyną Budzińską-Tylicką w Lublinie 14 kwietnia 1935. Występowała wówczas z ramienia Stronnictwa Ludowego, a spotkanie współorganizowała wraz z Wydziałem Kobiecym PPS. Po wykładzie w Lublinie powstało Robotnicze Towarzystwo Służby Społecznej, które miało zorganizować poradnię. Szpringerowa została przewodniczącą zarządu towarzystwa.
Podczas okupacji współpracowała z PS i RPPS. W Wolicy Sitanieckiej odpowiadała za punkt kolportażu prasy RPPS. W 1949 wstąpiła do ZSL. Była radną i ławniczką w sądzie. Publikowała artykuły w prasie ludowej.
Została pochowana na cmentarzu parafialnym w Sitańcu.